# Heikki Talvitie

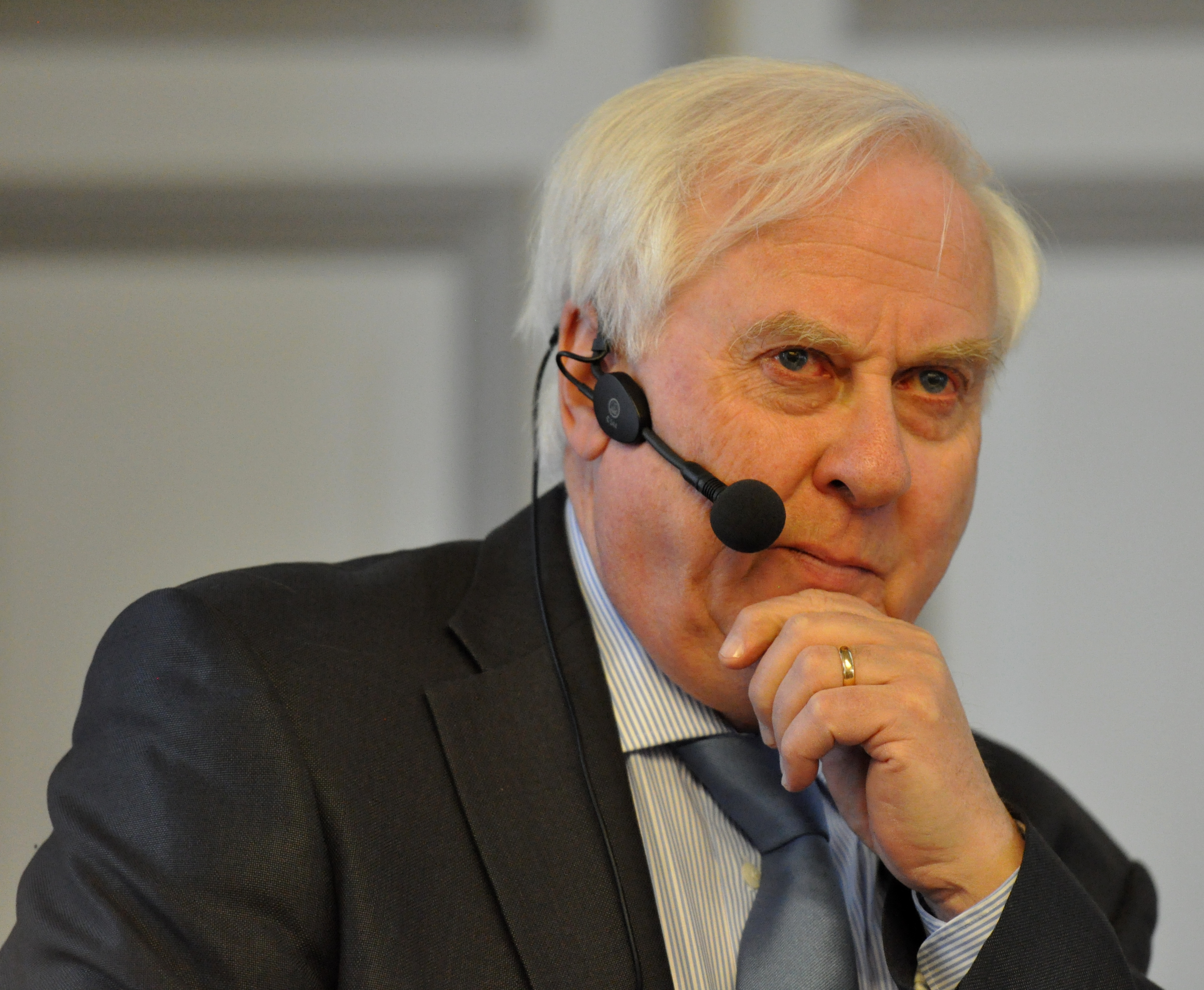
Heikki Talvitie

Heikki Talvitie, född 5 september 1939, är en finländsk före detta diplomat. Han var Finlands ambassadör i Stockholm 1996–2002. Som historisk författare har han drivit tesen att 1812 års politik varit vägledande för Sveriges säkerhetspolitik under nittonde och tjugonde århundradena.